# Craig Thompson

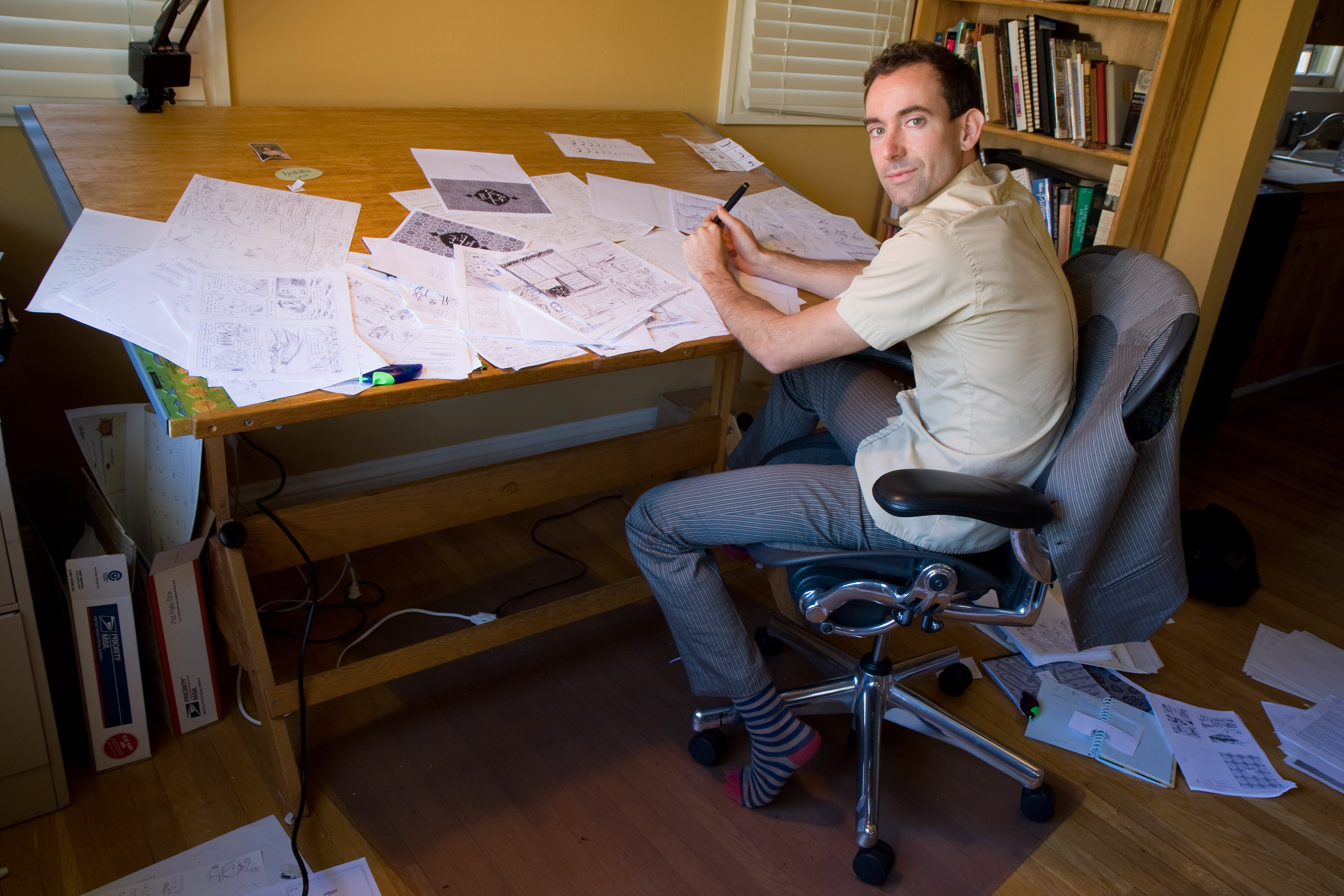
Craig Thomson

Craig Ringwalt Thompson, född 21 september 1975 i Traverse City, Michigan), är en amerikansk serietecknare/författare som slog igenom år 2003 med den självbiografiska, nästan 600 sidor långa serieromanen Blankets. Craig vann Eisnerpriset 2004 i kategorierna bästa nya album och bästa författare/tecknare.

## Böcker
- Blankets (2003)